# Mandragora (mrakodrap)
Mrakodrap Mandragora je koncept mrakodrapu, který by měl stát na Rooseveltově ostrově v New Yorku. Bude vysoký 737 metrů a bude mít 160 pater, čímž by se mrakodrap svou výškou zařadil na druhé místo na světě za Burdž Chalífa v Dubaji. Budova by měla sloužit k ubytování pro očekávanou rostoucí populaci. Ekologická struktura a spousta zelených technologií má umožnit filtraci oxidu uhličitého z ovzduší v budově. Šlo by tak o nejvyšší stavbu na světě, která by dokázala čistit vzduch. Autorem návrhu je francouzské architektonické studio Rescubika, známé svými odvážnými a ekologickými projekty. Hlavním architektem je Benoit Patterlini.

## Architektura
Mrakodrap Mandragora bude mít většinu stěn pokryté zelení – plášť bude obrůstat na 1 600 stromů. Zelené fasády budou tvořit plochu o velikosti 24 500 m2 a solární panely budou mít celkovou plochu 7 000 m2. Všechny tyto prvky mají snížit množství CO2 ve vzduchu a zároveň zajistit ekologickou neutrálnost budovy. V každém bytě bude k dispozici vlastní kancelář vybavená pro home-office. Elektrickou energii budou vytvářet větrné turbíny umístěné na fasádě. Na stavbu mrakodrapu budou použity moderní kompozitní materiály a dřevo.

## Využití
Hlavním účelem stavby má být ubytování lidí. Dále bude vyrábět elektřinu a čistit ovzduší. Architekti stavby věří, že uvnitř budovy bude mnohem větší klid, než ve zbytku města.

## Název
Název mrakodrapu je odvozen od názvu mytického kořenu mandragory lékařské, jenž se stal inspirací i pro samotný tvar budovy. Kromě toho má design mrakodrapu evokovat pohyb lidského těla.

## Důvod výstavby
Město New York se zavázalo, že do roku 2050 bude ekologicky neutrální. Jedním z kroků k této neutralitě má být i výsadba stromů a stavba moderních domů obdobného typu jako mrakodrap Mandragora. 